# Francesco Camilliani
Francesco Camilliani, conosciuto anche come Della Camilla (Firenze, 1530 – Firenze, 13 ottobre 1576), è stato uno scultore e architetto italiano.
Discepolo di Baccio Bandinelli, è soprattutto famoso per la realizzazione della monumentale Fontana Pretoria, che richiese la maggior parte della sua attività. Collocata in un primo tempo nel giardino del palazzo fiorentino del fratello della granduchessa Eleonora di Toledo, per intervento del fratello don García, già viceré di Sicilia, fu messa in vendita per il senato palermitano. Acquistata dalla ricca città di Palermo, quindi smontata e spedita, vent'anni dopo, a Palermo dove tutt'oggi è possibile ammirarla. Giorgio Vasari la definì "una fontana stupenda che non ha eguali a Firenze o forse in Italia".

## Opere

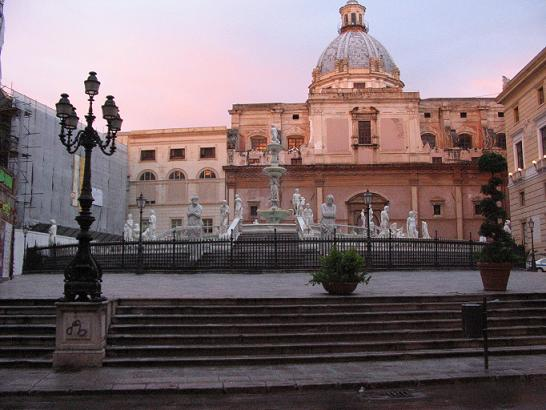
La Fontana Pretoria (Palermo)

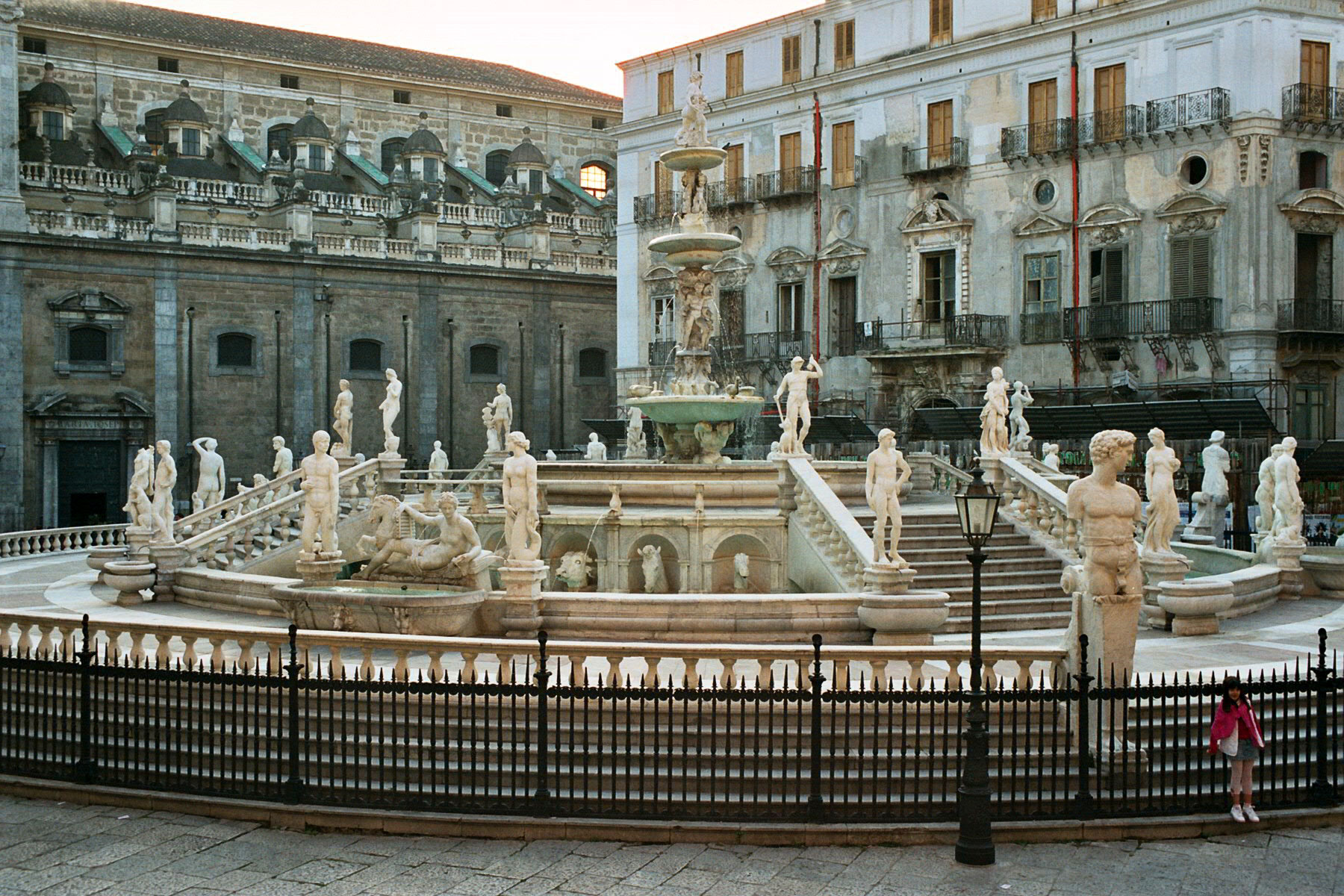
La Fontana Pretoria vista dalla Chiesa di Santa Caterina a Palermo

La fontana realizzata nel 1554, fu inizialmente destinata alla villa fiorentina di don Pietro di Toledo. Successivamente il figlio di questi, Luis Álvarez de Toledo y Osorio, la venderà al senato palermitano nel 1573. La fontana giunse a Palermo in 644 pezzi: a presiedere i lavori di montaggio fu il figlio di Francesco, Camillo Camilliani, con la collaborazione del concittadino Michelangelo Naccherino.
(Giorgio Vasari, Le vite de' più eccellenti pittori, scultori e architettori)
- 1554, Statue allegoriche e Divinità, manufatti e sculture marmoree componenti la Fontana Pretoria. Dopo lo smantellamento presso la residenza fiorentina di Palazzo di San Clemente dell'aggregato monumentale in gran parte inviato a Palermo, alcune sculture rimasero a Firenze (e confluirono secoli dopo nel Museo del Bargello), altre furono collocate nel giardino privato di don Luigi Álvarez de Toledo y Osorio a Napoli. Alla sua morte queste ultime furono trasferite nel giardino del Palazzo di Sotofermoso[1] di Abadía nella provincia di Cáceres, di proprietà della famiglia Toledo. Altre commissioni d'opere realizzate nel 1555 (Andromeda, Fontana di Bacco) sono documentate nella medesima residenza spagnola.[2]
  - Del complesso della fontana resta a Firenze solo la statua della Coppia di divinità fluviali, al Museo del Bargello
- 1563 circa, Stemmi medicei, statue allegoriche e mascheroni, sulle mura dei bastioni della Fortezza di Santa Barbara a Siena.
- ?, Giovane nudo stante, statua, giardino di Boboli, viottolone.
- ?, Madonna col Bambino, in stucco dipinto di bianco, oratorio di San Niccolò del Ceppo, Firenze
- 1567, Melchisedech, statua in terracotta dipinta di bianco (a imitazione del marmo) raffigurante il profeta, opera collocata nella nicchia a sinistra dell'altare maggiore della Cappella di San Luca nella basilica della Santissima Annunziata di Firenze.